# Антупічяй
Антупічяй — село у Литві, Расейняйський район, бетиґальське староство, знаходиться за 4 км від села Бетиґала. 2001 року в селі проживало 42 людей.

## Принагідно
- Мапа із зазначенням місцезнаходження

| Литва | Це незавершена стаття з географії Литви. Ви можете допомогти проєкту, виправивши або дописавши її. |